# Stay True
 (septembre 2024).
La mise en forme du texte ne suit pas les recommandations de Wikipédia : il faut le « wikifier ».
Les points d'amélioration suivants sont les cas les plus fréquents. Le détail des points à revoir est peut-être précisé sur la page de discussion.
- Les titres sont pré-formatés par le logiciel. Ils ne sont ni en capitales, ni en gras.
- Le texte ne doit pas être écrit en capitales (les noms de famille non plus), ni en gras, ni en italique, ni en « petit »…
- Le gras n'est utilisé que pour surligner le titre de l'article dans l'introduction, une seule fois.
- L'italique est rarement utilisé : mots en langue étrangère, titres d'œuvres, noms de bateaux, etc.
- Les citations ne sont pas en italique mais en corps de texte normal. Elles sont entourées par des guillemets français : « et ».
- Les listes à puces sont à éviter, des paragraphes rédigés étant largement préférés. Les tableaux sont à réserver à la présentation de données structurées (résultats, etc.).
- Les appels de note de bas de page (petits chiffres en exposant, introduits par l'outil «  Source ») sont à placer entre la fin de phrase et le point final[comme ça].
- Les liens internes (vers d'autres articles de Wikipédia) sont à choisir avec parcimonie. Créez des liens vers des articles approfondissant le sujet. Les termes génériques sans rapport avec le sujet sont à éviter, ainsi que les répétitions de liens vers un même terme.
- Les liens externes sont à placer uniquement dans une section « Liens externes », à la fin de l'article. Ces liens sont à choisir avec parcimonie suivant les règles définies. Si un lien sert de source à l'article, son insertion dans le texte est à faire par les notes de bas de page.
- La présentation des références doit suivre les conventions bibliographiques. Il est recommandé d'utiliser les modèles {{Ouvrage}}, {{Chapitre}}, {{Article}}, {{Lien web}} et/ou {{Bibliographie}}. Le mode d'édition visuel peut mettre en forme automatiquement les références.
- Insérer une infobox (cadre d'informations à droite) n'est pas obligatoire pour parachever la mise en page.

Pour une aide détaillée, merci de consulter Aide:Wikification.
Si vous pensez que ces points ont été résolus, vous pouvez retirer ce bandeau et améliorer la mise en forme d'un autre article.
Cet article concerne l'album. Pour le morceau, voir Thug Life: Volume 1.
Albums de 2Pac
Thug Life: Volume 1
(1994) Me Against The World
(1995)
Singles
1. Stay True Mixtape
Sortie : ?

Stay True est un projet non abouti de troisième album par le rapper américain Tupac Shakur. Il est essentiellement dirigé par Tony Pizarro qui s'approprie le matériel déjà enregistré par Tupac au travers de remixes et nouvelles versions.
Seulement deux morceaux seront finalement repris en l'état dans Me Against The World en 1995 : "Dear Mama" et "It Ain't Easy". "High Til I Die" sera publié dans la bande originale de Sunset Park en 1996, "Nothing To Lose (Remix)" et "When I Get Free II" en 1997 dans la compilation R U Still Down ? (Remember Me).

## Traces
De ce projet, il nous reste trois brouillons manuscrits tirés des carnets de Tupac, avec des listes de morceaux en vue de l'album. Les photos de cassettes DAT sur lesquelles Tony Pizarro et Tupac ont enregistré la plupart des morceaux. Le contenu de plusieurs d'entre elles circulent sur internet.
Une mixtape promotionnelle serait en la possession d'un collectionneur (connu sous le nom de Banned du forum Bomb1st). La face A circule sur internet depuis les années 2010 et en bonne qualité depuis 2022.

## Contexte
Le 2 avril 1994, un nouvel album de Tupac est annoncé dans la presse pour juin, avec pour titre Are U Still Down (sic.). 2Pac n'avait vraisemblablement alors enregistré que "High Til I Die" avec Tony Pizarro, peut-être aussi la version alternative "R U Still Down (Remember Me)" pour la face B du premier single. Dans les mois qui vont suivre, 2Pac choisit de laisser le producteur Tony Pizarro remanier entièrement son album.
Tony Pizarro a vraisemblablement aidé 2Pac à produire son propre morceau "Fuck All Y'All" qui est une sorte d'expression d'un ras le bol de l'artiste après les problèmes judiciaires qu'il traverse et le peu de soutien qu'il a obtenu de certains de ses amis. Mis à part le travail de Tony Pizarro, 2Pac a enregistré deux nouveaux morceaux avec les producteurs Bread & Water, et voulait intégrer le morceau collectif  "Amerikkka Eatz Its Young" enregistré avec ses anciens amis de la Bay Area à San Francisco : Young Lay, Mac Mall et Ray Luv et le producteur Khayree. Avant de s'installer à Los Angeles en 1992, Tupac vivait en effet à San Francisco et formait avec Ray Luv le groupe Strictly Dope avant d'intégrer les Digital Underground à la fin 1990.
En août 1994, Tony Pizarro produit une poignée d'interludes à partir de quelques paroles de Tupac extraites d'anciens morceaux abandonnés. Le projet est de faire une mixtape compilant le matériel sur lequel il travaille, présenté par Tupac lui-même (information venant de Banned du forum Bomb1st).

## Abandon du projet
Dans les environs du mois d'août, Tupac est contraint de remplacer en dernière minute le morceau "Runnin' From The Police" qu'Interscope a rejeté pour l'album Thug Life : Volume I. Il choisit alors "Stay True", ce qui met un terme au projet. Cependant, on ne sait si Tony Pizarro envisage alors une mixtape en conséquence de cela ou si 2Pac enregistre de nouveaux morceaux avec Easy Mo Bee et Moe-Z pour remplacer, ce qui l'amène à complètement revoir l'album.

## Liste des titres

### Stay True: The Album (tracklisting final inconnu)
| No  | Titre                                                             | Musique                   | Contient un (des) sample(s) de | Durée |
| --- | ----------------------------------------------------------------- | ------------------------- | ------------------------------ | ----- |
| 1.  | When I Get Free II (Chorus Version) (feat. Young Hollywood)       | Bread & Water             |                                | 3:22  |
| 2.  | Temptations (Recall) (feat. AB Money)                             | Easy Mo Bee, Tony Pizarro |                                |       |
| 3.  | It Ain't Easy (Chorus Version) (feat. Sweet Franklin)             | Tony Pizarro              |                                |       |
| 4.  | Nothing To Lose (Short Mix) (feat. Natasha Walker)                | Stretch, Tony Pizarro     |                                |       |
| 5.  | Fuck All Y'All                                                    | 2Pac, Tony Pizarro        |                                |       |
| 6.  | Amerikkka Eatz Its Young (feat. Young Lay, Ray Luv & Mac Mall)    | Khayree                   |                                |       |
| 7.  | Stay True (Short Mix) (feat. Mopreme & Stretch)                   | Stretch                   |                                |       |
| 8.  | Dear Mama (Main Mix) (feat. Sweet Franklin & Reggie Green)        | DF Master T, Tony Pizarro |                                |       |
| 9.  | High Til I Die                                                    | Tony Pizarro              |                                |       |
| 10. | Only Fear Of Death (Short Mix)                                    | Stretch, Tony Pizarro     |                                |       |
| 11. | Lord Knows (What's Going On) (feat. Kim Armstrong & Kenyatta (?)) | Brian G, Tony Pizarro     |                                |       |
| 12. | Hell Razor (Chorus Version) (feat. Sweet Franklin)                | Stretch, Tony Pizarro     |                                |       |
| 13. | Thug Style (Speaking Version)                                     | Bread & Water             |                                |       |
| 14. | Out On Bail (feat. AB Money)                                      | The LG Experience         |                                |       |
| 15. | Hold On (Outro)                                                   | Tony Pizarro              |                                |       |

### Stay True: The Mixtape[3]
| No  | Titre                                                          | Musique                     | Contient un (des) sample(s) de | Durée |
| --- | -------------------------------------------------------------- | --------------------------- | ------------------------------ | ----- |
| 1.  | Intro-Lude (It ain't easy)                                     | Tony Pizarro                |                                | 0:42  |
| 2.  | When I Get Free II (No Hollywood)                              | Bread & Water               |                                | 2:39  |
| 3.  | Pac-Lude (Are you still down)                                  | Tony Pizarro                |                                | 0:10  |
| 4.  | It Ain't Easy (B.G. Chorus) (feat. Sweet Franklin)             | Tony Pizarro                |                                | 5:06  |
| 5.  | Temptations (Recall) (feat. AB Money)                          | Easy Mo Bee, Tony Pizarro   |                                | 5:08  |
| 6.  | Interlude (No justice, no peace)                               | Johnny J (?), Pro Jay (?)   |                                | 0:57  |
| 7.  | Nothing To Lose (Remix) (feat. Sweet Franklin)                 | Stretch, Tony Pizarro       |                                | 4:03  |
| 8.  | Pac-Lude (Nothing to lose)                                     | Tony Pizarro                |                                | 0:27  |
| 9.  | Phuck All Y'All                                                | 2Pac, Tony Pizarro          |                                |       |
| 10. | Amerikkka Eats Its Young (feat. Young Lay, Ray Luv & Mac Mall) | Khayree                     |                                | 6:07  |
| 11. | Stay True (Short Mix) (feat. Mopreme & Stretch)                | Stretch                     |                                | 3:17  |
| 12. | Dear Mama (No Reggie Mix) (feat. Sweet Franklin)               | DF Master Tee, Tony Pizarro |                                |       |
| 13. | Pac-Lude (?)                                                   | Tony Pizarro                |                                |       |
| 14. | High Til I Die (Body Short Mix)                                | Tony Pizarro                |                                |       |
| 15. | Only Fear of Death (Short Mix)                                 | Stretch, Tony Pizarro       |                                |       |
| 16. | Lord Knows (Alt Background Vocals) (feat. Sweet Franklin)      |                             |                                |       |
| 17. | Hell Razor (No Chorus)                                         | Stretch, Tony Pizarro       |                                |       |
| 18. | Thug Style (No Speech)                                         | Bread & Water               |                                |       |
| 19. | Out On Bail (No Intro) (feat. AB Money)                        | The LG Experience           |                                |       |